# 11 февруари
11 февруари е 42-рият ден в годината според григорианския календар. Остават 323 дни до края на годината (324 през високосна година).

## Събития
- 660 г. пр.н.е. – Първият японски император се възкача на престола – денят се определя като начало на японската държава и се чества като национален празник.
- 1211 г. – Цар Борил свиква в Търново църковен събор срещу богомилите.
- 1809 г. – Американецът Робърт Фултън патентова парахода.
- 1826 г. – Основан е Лондонският университет (London University), преобразуван в Университетски колеж Лондон (1836).
- 1869 г. – В Канада се състои последната за тази страна публична екзекуция.
- 1919 г. – В Германия е проведен избор на първия райхспрезидент (Фридрих Еберт).
- 1929 г. – Италия и Ватиканът подписват Латеранските споразумения, съгласно които Папската държава става независима.
- 1943 г. – Втората световна война: Генерал Дуайт Айзенхауър е определен за командващ на обединените антихитлеристки сили на Западния фронт.

- 1953 г. – Съветският съюз къса дипломатически отношения с Израел.
- 1964 г. – Република Китай (Тайван) къса дипломатически отношения с Франция.
- 1975 г. – Маргарет Тачър става първата жена, избрана за лидер на Консервативната партия на Великобритания.
- 1978 г. – Цензура: В Китай е отменена забраната за творбите на Аристотел, Шекспир и Дикенс.
- 1978 г. – Самолетът при полет 314 на „Пасифик Уестърн Еърлайнс“ се разбива на международното летище „Кранбрук/Кънейдиън Рокийс“, Британска Колумбия, Канада и убива 42 души на борда.
- 1979 г. – В Иран побеждава Ислямската революция, ръководена от аятоллах Хомейни.
- 1989 г. – В Пловдив е създаден независимия синдикат „Подкрепа“ с председател д-р Константин Тренчев.
- 1990 г. – Южноафриканският активист против системата на апартейд Нелсън Мандела е освободен от затвора „Виктор Ферстер“ в Република Южна Африка, след като е държан като политически затворник там 27 години.
- 2007 г. – Чрез референдум в Португалия е легализиран аборта през първите 10 седмици от бременността.

## Родени
- 1466 г. – Елизабет Йоркска, кралица на Хенри VII († 1503 г.)
- 1535 г. – Григорий XIV, римски папа († 1591 г.)
- 1800 г. – Уилиам Фокс Талбот, английски пионер във фотографията († 1877 г.)
- 1829 г. – Вилхелм Вестмайер, немски композитор († 1880 г.)
- 1841 г. – Йоан Караджани, румънски фолклорист († 1921 г.)
- 1847 г. – Томас Едисън, американски изобретател († 1931 г.)
- 1866 г. – Иван Бележков, български революционер († 1944 г.)
- 1869 г. – Елзе Ласкер-Шюлер, немска поетеса († 1945 г.)
- 1900 г. – Ханс-Георг Гадамер, германски философ († 2002 г.)
- 1902 г. – Любов Орлова, съветска актриса († 1975 г.)
- 1905 г. – Константин Кугийски, български виолончелист († 1975 г.)
- 1917 г. – Сидни Шелдън, американски писател († 2007 г.)
- 1919 г. – Ева Габор, американска актриса († 1995 г.)
- 1920 г. – Фарук I, крал на Египет († 1965 г.)
- 1921 г. – Стефан Никушев, български футболист († 1989 г.)
- 1926 г. – Лесли Нилсен, американски актьор († 2010 г.)
- 1931 г. – Георги Богословов, български керамик
- 1934 г. – Евстати Стратев, български актьор († 1984 г.)
- 1934 г. – Радка Правчанска, български есперантист († 1993 г.)
- 1934 г. – Иван Терзиев, български режисьор († 2021 г.)
- 1938 г. – Мануел Нориега, панамски генерал († 2017 г.)
- 1940 г. – Веселин Вълков, български актьор († 2016 г.)
- 1947 г. – Миряна Башева, българска поетеса († 2020 г.)
- 1950 г. – Илинка Митрева, македонски политик и учен († 2022 г.)
- 1953 г. – Джеб Буш, американски политик
- 1954 г. – Джон Байърли, американски дипломат
- 1958 г. – Стефан Тафров, български дипломат
- 1958 г. – Стоян Гунчев, български волейболист
- 1962 г. – Шерил Кроу, американска певица
- 1963 г. – Валентин Тодоров, български писател
- 1964 г. – Сара Пейлин, американски политик
- 1967 г. – Чиро Ферара, италиански футболист
- 1969 г. – Дженифър Анистън, американска актриса
- 1969 г. – Адел Паркс, британска писателка
- 1970 г. – Ивайло Йотов, български футболист
- 1971 г. – Деймиън Люис, английски актьор
- 1977 г. – Майк Шинода, американски музикант
- 1981 г. – Кели Роуланд, американска певица
- 1982 г. – Нийл Робъртсън, австралийски играч на снукър
- 1987 г. – Хосе Мария Кайехон, испански футболист
- 1992 г. – Тейлър Лаутнър, американски актьор

## Починали
- 55 г. – Британик, син на император Клавдий (* 41 г.)
- 244 г. – Гордиан III, император на Рим (* 225 г.)
- 641 г. – Ираклий, византийски император (* ок. 575)
- 731 г. – Папа Григорий II, римски папа (* 7 век)
- 1503 г. – Елизабет Йоркска, кралица на Хенри VII (* 1466 г.)
- 1515 г. – Георги Софийски Нови, български светец (* 1497 г.)
- 1525 г. – Изабела Арагонска, херцогиня на Милано (* 1470 г.)
- 1650 г. – Рене Декарт, френски математик (* 1596 г.)
- 1829 г. – Александър Грибоедов, руски дипломат (* 1795 г.)
- 1868 г. – Леон Фуко, френски физик (* 1819 г.)
- 1882 г. – Франческо Айец, италиански художник (* 1791 г.)
- 1901 г. – Милан I, крал на Сърбия (* 1855 г.)
- 1927 г. – Иван Момчилов, български лекар (* 1868 г.)
- 1931 г. – Веранъс Алва Мур, американски бактериолог (* 1859 г.)
- 1935 г. – Германос Каравангелис, костурски митрополит (* 1866 г.)
- 1948 г. – Сергей Айзенщайн, латвийски режисьор (* 1898 г.)
- 1949 г. – Аксел Мунте, шведски лекар (* 1857 г.)
- 1958 г. – Ърнест Джоунс, уелски психоаналитик (* 1879 г.)
- 1962 г. – Никола Станимиров, български офицер (* 1876 г.)
- 1963 г. – Силвия Плат, американска писателка (* 1932 г.)
- 1966 г. – Иван Попов, български актьор (* 1865 г.)
- 1968 г. – Ибрахим Абача, чадски политик (* 1938 г.)
- 1973 г. – Ханс Йенсен, германски физик, Нобелов лауреат през 1963 г. (* 1907 г.)
- 1976 г. – Лий Дж. Коб, американски актьор (* 1911 г.)
- 1978 г. – Хари Мартинсон, шведски писател, Нобелов лауреат (* 1904 г.)
- 1982 г. – Такаши Шимура, японски актьор (* 1905 г.)
- 1986 г. – Франк Хърбърт, американски писател (* 1920 г.)
- 1991 г. – Веселин Андреев, български поет (* 1918 г.)
- 1993 г. – Робърт Холи, американски биохимик, Нобелов лауреат през 1968 г. (* 1922 г.)
- 1994 г. – Паул Файерабенд, австрийски философ (* 1924 г.)
- 1999 г. – Стоян Гъдев, български актьор (* 1931 г.)
- 2000 г. – Роже Вадим, френски режисьор (* 1928 г.)
- 2005 г. – Джак Чокър, американски писател (* 1944 г.)
- 2011 г. – Йозеф Пирунг, германски футболист (* 1949 г.)
- 2012 г. – Уитни Хюстън, американска певица (* 1963 г.)
- 2017 г. – Курт Марти, швейцарски писател (* 1921 г.)

## Празници
- Международен ден на жените и момичетата в науката, отбелязва се от 2016 г., приет е с Резолюция на ООН
- Международен ден на болните – Отбелязва се от 1993 г. в деня на Лурдската Божия майка. Учреден от Папа Йоан Павел II през 1992 г. Празнува се от католическата църква.
- Католическа църква – Дева Мария от Лурд
- Ватикан – Ден на суверенитета (от Италия, 1929 г., има статут на държавен празник)
- Иран – Ден на ислямската революция (1979 г.)
- Камерун – Ден на младежта
- САЩ – Национален ден на изобретателя
- Япония – Възникване на нацията (възкачване на първия император на трона, 660 пр.н.е., национален празник)

## Православен календар
- Свети свещеномъченик Власий, епископ Севастийски.[1]